# Парламентские выборы в Сьерра-Леоне (1986)
Парламентские выборы в Сьерра-Леоне проводились 29 и 30 мая 1986 года. В стране существовала однопартийная система и Всенародный конгресс был единственной политической партией.

## Предвыборная обстановка
Выборы проходили ранее, чем планировались после досрочного роспуска парламента. Это было сделано, чтобы «избрать парламент, который бы усилил „новый порядок“ экономической реформы и общественного верховенства, за которые выступал новый Президент» Джозеф Сайду Момо.
С предыдущих выборов парламент был увеличен со 104 до 127 членов за счёт добавления 20 избираемых и 3 назначаемых депутатов. Партия номинировала 335 кандидатов.
Было зарегистрировано около 2 млн избирателей.

## Результаты
| Партия               | Места |
| -------------------- | ----- |
| Всенародный конгресс | 105   |
| Племенные вожди      | 12    |
| Квота президента     | 10    |
| Всего                | 127   |